# Twofold Bay
Twofold Bay es una bahía que se encuentra en la costa sur del estado de Nueva Gales del Sur (Australia). Fue llamada así por el explorador George Bass por su forma de dos ancones o ensenadas (two fold).  La ensenada norte se llama Calle Calle Bay;  mientras que la ensenada sur se conoce como Bahía Nullica o Nullica Bay, derivada de Nalluccer, el nombre aborigen de la bahía.  Es conocida por los llamados "Asesinos del Edén", las orcas que ayudaron a un grupo de balleneros en la búsqueda de otras ballenas. La más conocida de las orcas fue Old Tom, cuyo esqueleto se conserva en el museo local de Edén.  La zona es llamada Costa del Zafiro.

## Características
Ubicada en las costas del municipio de Edén, Twofold Bay está a aproximadamente 40 km al norte de la frontera entre los estados de Victoria y Nueva Gales del Sur. La bahía se alimenta de los ríos Nullica y Towamba, que desembocan en la bahía Nullica.  En la bahía se encuentran la localidad de Edén y el Puerto de Edén. La histórica ciudad de Boydtown se encuentra al oeste de la bahía y se extiende hacia el sur desde la desembocadura del río Nullica. 

## Historia

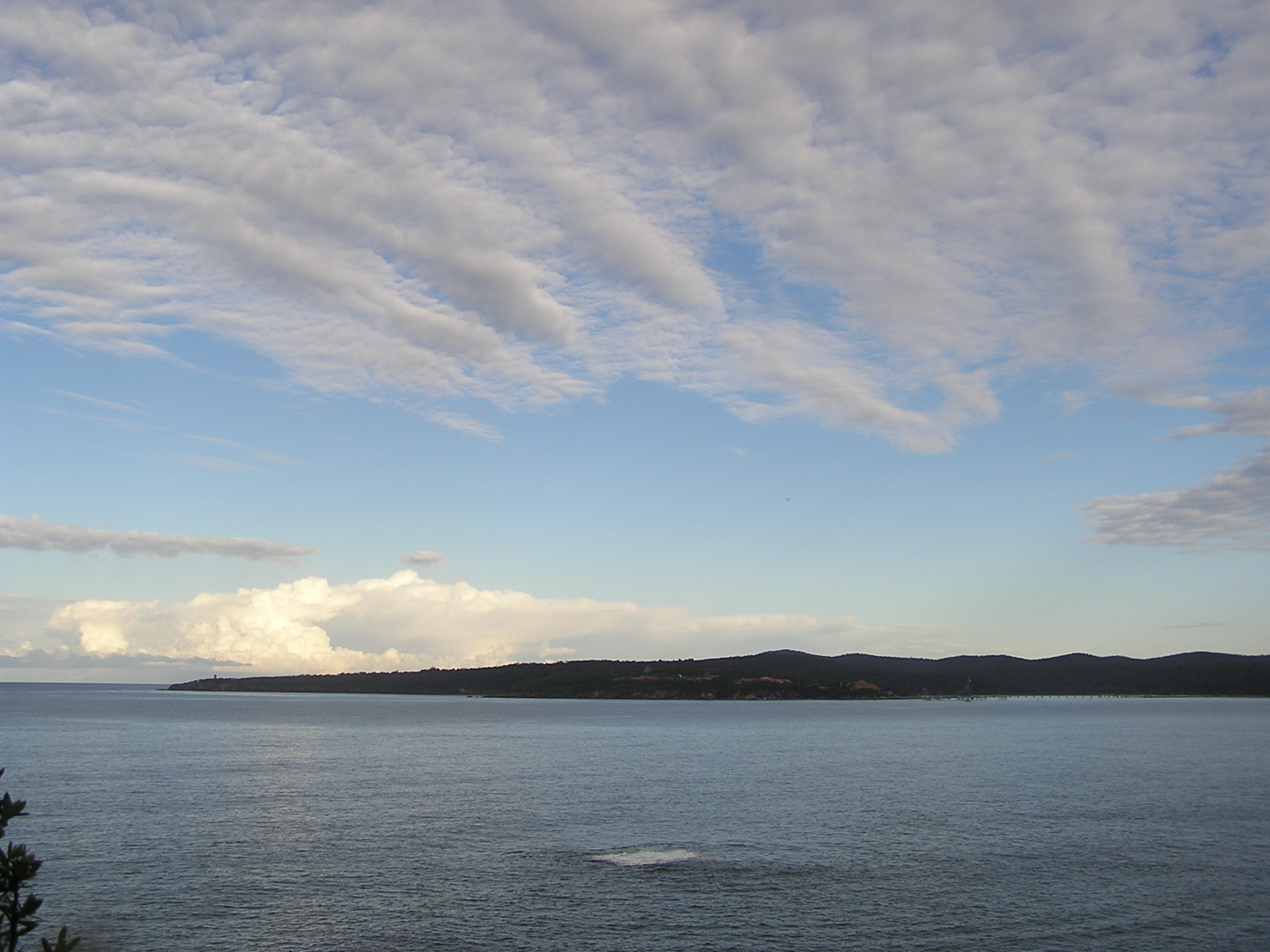
Vista de la bahía desde Edén.

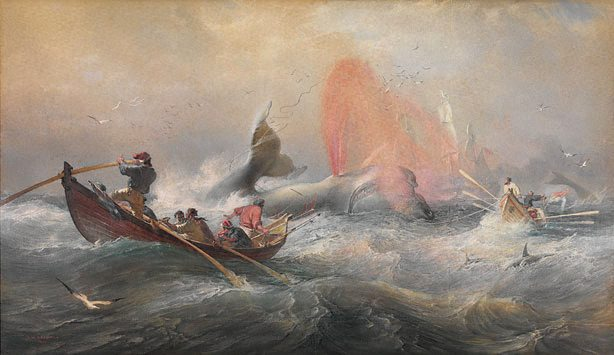
Balleneros frente a Twofold Bay, Nueva Gales del Sur (1867), de Oswald Brierly (Galería de Arte de Nueva Gales del Sur).

Los habitantes nativos del área que rodeaba Twofold Bay eran aborígenes del clan Thaua o Nalbker,  de la nación Yuin.  La primera visita registrada a la bahía por parte de un europeo fue la de George Bass. Los diarios de Bass muestran que atisbó la bahía cuando la navegó en su viaje en barco ballenero al estrecho de Bass en 1797. El aventurero se refugió en la bahía durante el viaje de regreso, en febrero de 1798, y llamó al lugar donde se albergaba "Snug Cove",  nombre con el que todavía se conoce la bahía.
El 7 de octubre de 1798, Bass y Matthew Flinders partieron de Port Jackson en el Norfolk en un viaje para determinar si la Tierra de Van Diemen (ahora llamada Tasmania) estaba adscrita o no al continente de Australia. Los acompañó en este viaje el Nautilus. Dos días después se inició un estudio preciso de Twofold Bay, estudio que ha requerido pocas modificaciones posteriores, aparte de agregar las profundidades del agua y las distancias de costa a costa entre puntos de referencia importantes.  Bass y Flinders también iniciaron un primer contacto con la gente local Thaua. 
La bahía se menciona en los diarios de muchos barcos que se refugiaron en ella de las tormentas que azotaban esa parte de la costa de Nueva Gales del Sur. Algunos de estos barcos naufragaron en la bahía, como el George (1805) o el Mary (1821). 
Quarantine Bay, ubicada a 3 km al sur de Edén, recibe su nombre porque en esta zona aislada se refugió un velero que padeció una epidemia de viruela entre sus tripulantes. Muchas personas murieron y fueron enterradas en la orilla en una fosa común.
En 1843, Benjamin Boyd compró un terreno en Twofold Bay con el objetivo de transportar ganado desde el condado.  Poco después, Boyd comenzó a construir el Seahorse Inn, colindante con lo que ahora se llama Boydtown Beach, en la costa occidental de Twofold Bay, justo al sur de la entrada al río Nullica. El Seahorse Inn todavía se utiliza como alojamiento turístico y en él Boyd llevó a cabo actividades de pastoreo, caza de ballenas y transporte marítimo. Cerca se encuentran las ruinas de la iglesia que había construido Ben Boyd.

## Industria
La industria forestal juega un papel importante en la región. La fábrica de astillas de madera de Edén es propiedad de la compañía South East Fiber Exports (SEFE), filial del mayor fabricante de papel de Japón, Nippon Paper Industries.  La fábrica procesa troncos de árboles enteros y no puede procesar madera de desecho. El molino de astillas de Edén fue el primer molino de astillas de Australia y los conservacionistas se han opuesto enérgicamente durante más de cuarenta años. Un segundo muelle pertenece al Departamento de Defensa y es utilizado por la Armada Real Australiana para dar servicio a sus barcos. Paralelo al molino de astillas de madera se encuentra un depósito de almacenamiento de munición naval. Es un muelle polivalente que permite que otros buques, incluidos los cruceros, atraquen cuando los buques de la Armada no lo estén utilizando. 
El cultivo de mejillones ocupa la parte occidental de la bahía, frente a la pequeña península entre Cattle Bay y Quarantine Bay. 